# Palmarès del BM Granollers

## Palmarès del primer equip masculí
- Competicions europees:[1][2][3][4]
  - 1 Recopa d'Europa: 1975-76
  - 2 Copes EHF: 1994-95, 1995-96
  - Finalista de la Recopa d'Europa: 2009-10
  - Finalista de la Lliga europea: 2022-23
  - Bronze a la Copa EHF: 2015-16
  - Subcampió de la Supercopa d'Europa: 1996
  - Semifinalista de la Copa EHF: 1996-97
  - Semifinalista de la City Cup: 1993-94

- Competicions estatals:[5][6]
  - 2 Campionats d'Espanya d'handbol a 11: 1955-56, 1958-59
  - 5 Lligues de Primera División 1955-56, 1956-57, 1957-58, 1958-59, 1964-65
  - 56 participacions en la Divisió d'Honor: 1958-63, 1965-17
  - 10 Lligues espanyoles d'handbol: 1958-59, 1959-60, 1960-61, 1965-66, 1966-67, 1967-68, 1969-70, 1970-71, 1971-72, 1973-74
  - 3 Copes espanyoles d'handbol: 1957-58, 1969-70, 1973-74
  - 1 Copa Asobal: 1993-94
  - 1 Lliga dels Pirineus d'handbol masculina: 2008-09

## Trajectòria històrica dels primers equips i del planter (handbol a 7)
Resum de les dades recopilades de les seccions masculina i femenina del Club Balonmano Granollers de cada temporada des de l'inici de la competició d'handbol amb 7 jugadors.
| Equips masculins | Equips masculins | Equips masculins | Equips masculins | Equips masculins | Equips masculins | Equips masculins | Equips masculins | Equips masculins | Equips masculins | Equips masculins | Equips masculins | Equips femenins | Equips femenins | Equips femenins | Equips femenins | Equips femenins | Equips femenins | Equips femenins |
| Temp.            | Lliga            | CR               | CA               | SC               | Europa           | Europa           | 1aEst            | C.E.Jr.          | C.E.Juv.         | C.E.Cad.         | C.E.Inf.         | DHF             | DH Plata        | L.Cat.          | 1aCat.          | CRª             | Europa          | Europa          |
| ---------------- | ---------------- | ---------------- | ---------------- | ---------------- | ---------------- | ---------------- | ---------------- | ---------------- | ---------------- | ---------------- | ---------------- | --------------- | --------------- | --------------- | --------------- | --------------- | --------------- | --------------- |
| 2023-24          | 3º               | 1/4              | 1/2              |                  | Copa EHF         | Prev             | 6º               | -                | SCT              | 4º               | 3º               | 8º              | -               | -               | -               | 1/2             | Challenge Cup   | 1/4             |
| 2022-23          | 3r               | 1/8              | 1/2              |                  | Copa EHF         | 2n               | 1r               | -                | 3r               | 2n               | 3r               | 10è             | 12è             |                 |                 | 2n              |                 |                 |
| 2021-22          | 2n               | Final            | 1/2              |                  | Copa EHF         | R2               | 5è               | -                | 1r               | SCT              | 5è               | 7è              | 14è             |                 |                 | 1/4             |                 |                 |
| 2020-21          | 4t               |                  |                  |                  |                  |                  | 5è               | -                | 3r               | 8è               | 5è               | 6è              |                 | 1r              |                 | 1/4             | Challenge Cup   | R3              |
| 2019-20          | 6è               | Susp.            |                  |                  |                  |                  | Susp.            | -                | Susp.            | Susp.            | Susp.            | 6è              |                 | Susp.           |                 | Susp.           | Challenge Cup   | 1/2 (susp.)     |
| 2018-19          | 5è               | 1/2              | 1/2              |                  | Copa EHF         | 1/8              | 7è               | -                | 4t               | 1r               | SCT              | 4t              |                 | 4t              |                 | 1/4             |                 |                 |
| 2017-18          | 3r               | 1/4              |                  |                  | Copa EHF         | 1/4              | 5è               | -                | 4t               | 2n               | 4t               | 8è              |                 | 5è              |                 | 1/8             |                 |                 |
| 2016-17          | 4t               | 1/2              | Final            |                  | Copa EHF         | 1/8              | 1r               | -                | 1r               | 1r               | SCT              | 10è             |                 |                 |                 | 1/4             |                 |                 |
| 2015-16          | 4t               | 1/4              |                  | Final            | Copa EHF         | 3r               | 1r               | -                | 1r               | 3r               | 3r               | 12e             | 12è             |                 |                 | 1/8             |                 |                 |
| 2014-15          | 3r               | Final            | Final            | Final            | Copa EHF         | 1/8              | 1r               | -                | SCT              | 1r               | 1r               | 12è             |                 | 2n              |                 | 1/4             |                 |                 |
| 2013-14          | 3r               | Final            | Final            |                  |                  |                  | 3r               | -                | SCT              | 2n               | SCT              |                 | 1r              | 7è              |                 |                 |                 |                 |
| 2012-13          | 6è               | 1/4              |                  |                  |                  |                  | 1r               | -                | 1r               | 5è               | 1r               |                 |                 | ASC             | ASC             |                 |                 |                 |
| 2011-12          | 8è               |                  |                  |                  | Copa EHF         | 1/4              | 4t               | -                | 5è               | -                | 1r               |                 |                 | Elim            |                 |                 |                 |                 |
| 2010-11          | 4t               | 1/2              |                  |                  |                  |                  | 5è               | -                | 4t               | 1r               | 2n               |                 |                 | Elim            |                 |                 |                 |                 |
| 2009-10          | 8è               |                  |                  |                  | Recopa d'Europa  | Final            | 5è               | -                | 3r               | 3r               | 7è               |                 |                 | 12è             |                 |                 |                 |                 |
| 2008-09          | 6è               | 1/4              |                  |                  |                  |                  | 6è               | -                | 2n               | SCT              |                  |                 |                 |                 | ASC             |                 |                 |                 |
| 2007-08          | 13è              |                  |                  |                  | Copa EHF         | 1/8              | 2n               | -                | 2n               | 3r               | 1r               |                 |                 |                 | 2n              |                 |                 |                 |
| 2006-07          | 7è               |                  |                  |                  |                  |                  | 3r               | -                | 5è               | SCT              | SCT              |                 |                 |                 |                 |                 |                 |                 |
| 2005-06          | 10è              | 1/4              |                  |                  | Recopa d'Europa  | 1/4              | 3r               | -                | 8è(B)            | SCT              | 2n               |                 |                 |                 |                 |                 |                 |                 |
| 2004-05          | 6è               | 1/4              |                  |                  | Copa EHF         | 1/4              | 1r               | -                | 2n               | 2n               | 7è               |                 |                 |                 |                 |                 |                 |                 |
| 2003-04          | 7è               |                  |                  |                  |                  |                  | 2n               | -                | 8è               | 3r               | 3r               |                 |                 |                 |                 |                 |                 |                 |
| 2002-03          | 9è               |                  |                  |                  |                  |                  | 1r               | -                | 2n               | 4t               | NC               |                 |                 |                 |                 |                 |                 |                 |
| 2001-02          | 10è              |                  |                  |                  |                  |                  | 2n               |                  | SCT              | 1r               | -                |                 |                 |                 |                 |                 |                 |                 |
| 2000-01          | 7è               |                  |                  |                  |                  |                  | -                |                  |                  | 1r               | -                |                 |                 |                 |                 |                 |                 |                 |
| 1999-00          | 11è              |                  |                  |                  |                  |                  | -                |                  |                  |                  | -                |                 |                 |                 |                 |                 |                 |                 |
| 1998-99          | 9è               |                  |                  |                  |                  |                  | -                |                  | 1r               |                  | -                |                 |                 |                 |                 |                 |                 |                 |
| 1997-98          | 10è              |                  |                  |                  | Supercopa        | Final            | -                |                  |                  | 1r               | -                |                 |                 |                 |                 |                 |                 |                 |
| 1996-97          | 11è              |                  |                  |                  | Copa EHF         | 1/2              | -                |                  | 1r               |                  | -                |                 |                 |                 |                 |                 |                 |                 |
| 1995-96          | 5è               | 4t               |                  |                  | Copa EHF         | 1r               | -                |                  |                  |                  | -                |                 |                 |                 |                 |                 |                 |                 |
| 1994-95          | 6è               | 1/4              |                  |                  | Copa EHF         | 1r               | -                | 1r               |                  |                  | -                |                 |                 |                 |                 |                 |                 |                 |
| 1993-94          | 6è               | 3r               | 1r               | 1/2              | City Cup         | 1/2              | -                | 1r               | 1r               |                  | -                |                 |                 |                 |                 |                 |                 |                 |
| 1992-93          | 2n               | 1/4              |                  |                  |                  |                  | -                |                  |                  |                  | -                |                 |                 |                 |                 |                 |                 |                 |
| 1991-92          | 2n               | 1/4              |                  |                  |                  |                  | -                |                  | 1r               | 1r               | -                |                 |                 |                 |                 |                 |                 |                 |
| 1990-91          | 7è               | 7è               |                  |                  |                  |                  | -                | -                | 1r               |                  | -                |                 |                 | ?               |                 |                 |                 |                 |
| 1989-90          | 4t               |                  | -                |                  |                  |                  | -                | -                |                  | 1r               | -                |                 |                 |                 | 1r              |                 |                 |                 |
| 1988-89          | 4t               |                  | -                |                  |                  |                  | -                | -                |                  |                  | -                |                 |                 |                 |                 |                 |                 |                 |
| 1987-88          | 3r               |                  | -                |                  |                  |                  | -                | -                |                  |                  | -                |                 |                 | ?               |                 |                 |                 |                 |
| 1986-87          | 6è               | 2n               | -                |                  |                  |                  | -                | -                |                  |                  | -                |                 |                 |                 | 1r              |                 |                 |                 |
| 1985-86          | 3r               |                  | -                |                  |                  |                  | -                | -                |                  |                  | -                |                 |                 |                 |                 |                 |                 |                 |
| 1984-85          | 4t               |                  | -                | -                |                  |                  | -                | -                | 1r               |                  | -                |                 |                 |                 |                 |                 |                 |                 |
| 1983-84          | 4t               |                  | -                | -                | Copa IHF         | 1/4              | -                | -                |                  |                  | -                |                 |                 |                 |                 |                 |                 |                 |
| 1982-83          | 3r               |                  | -                | -                |                  |                  | -                | -                |                  |                  | -                |                 |                 |                 |                 |                 |                 |                 |
| 1981-82          | 3r               | 2n               | -                | -                | Copa IHF         | 1/8              | -                | -                |                  |                  | -                |                 |                 |                 |                 |                 |                 |                 |
| 1980-81          | 8è               |                  | -                | -                |                  |                  | -                | -                | 1r               | 1r               | -                |                 |                 |                 |                 |                 |                 |                 |
| 1979-80          | 4t               |                  | -                | -                |                  |                  | -                | -                |                  | 1r               | -                |                 |                 |                 |                 |                 |                 |                 |
| 1978-79          | 7è               | 2n               | -                | -                |                  |                  | -                | -                |                  | -                | -                |                 |                 |                 |                 |                 |                 |                 |
| 1977-78          | 5è               |                  | -                | -                |                  |                  | -                | -                | 1r               | -                | -                |                 |                 |                 |                 |                 |                 |                 |
| 1976-77          | 5è               |                  | -                | -                | Recopa d'Europa  | 1/4              | -                | -                |                  | -                | -                |                 |                 |                 |                 |                 |                 |                 |
| 1975-76          | 5è               |                  | -                | -                | Recopa d'Europa  | 1r               | -                | -                |                  | -                | -                |                 |                 |                 |                 |                 |                 |                 |
| 1974-75          | 3r               | 2n               | -                | -                | Copa Europa      | 1/8              | -                | -                |                  | -                | -                |                 |                 |                 |                 |                 |                 |                 |
| 1973-74          | 1r               | 1r               | -                | -                |                  |                  | -                | -                |                  | -                | -                |                 |                 |                 | -               |                 |                 |                 |
| 1972-73          | 4t               |                  | -                | -                | Copa Europa      | 1/16             | -                | -                |                  | -                | -                |                 |                 |                 | -               |                 |                 |                 |
| 1971-72          | 1r               |                  | -                | -                | Copa Europa      | 1/16             | -                | -                |                  | -                | -                |                 |                 |                 | -               |                 |                 |                 |
| 1970-71          | 1r               |                  | -                | -                | Copa Europa      | 1/4              | -                | -                |                  | -                | -                |                 |                 |                 | -               |                 |                 |                 |
| 1969-70          | 1r               | 1r               | -                | -                |                  |                  | -                | -                |                  | -                | -                |                 |                 |                 | -               |                 |                 |                 |
| 1968-69          | 3r               |                  | -                | -                |                  |                  | -                | -                |                  | -                | -                |                 |                 |                 | -               |                 |                 |                 |
| 1967-68          | 1r               |                  | -                | -                | Copa Europa      | 1/4              | -                | -                |                  | -                | -                |                 |                 |                 | -               |                 |                 |                 |
| 1966-67          | 1r               | 2n               | -                | -                | Copa Europa      | 1/4              | -                | -                |                  | -                | -                |                 |                 |                 | -               |                 |                 |                 |
| 1965-66          | 1r               | 2n               | -                | -                | Copa Europa      | 1/16             | -                | -                |                  | -                | -                |                 |                 |                 | -               |                 |                 |                 |
| 1964-65          |                  |                  | -                | -                |                  |                  | 1r               | -                |                  | -                | -                |                 |                 |                 | -               |                 |                 |                 |
| 1963-64          |                  |                  | -                | -                |                  |                  | ?                | -                | 1r               | -                | -                |                 |                 |                 | -               |                 |                 |                 |
| 1962-63          | 2n               |                  | -                | -                |                  |                  | 2n               | -                |                  | -                | -                |                 |                 |                 | -               |                 |                 |                 |
| 1961-62          | 2n               | 2n               | -                | -                | Copa Europa      | 1/8              | 2n               | -                |                  | -                | -                |                 |                 |                 | -               |                 |                 |                 |
| 1960-61          | 1r               |                  | -                | -                |                  |                  | -                | -                |                  | -                | -                |                 |                 |                 | -               |                 |                 |                 |
| 1959-60          | 1r               |                  | -                | -                |                  |                  | -                | -                | 1r               | -                | -                |                 |                 |                 | -               |                 |                 |                 |
| 1958-59          | 1r               |                  | -                | -                | Copa Europa      | 1/4              | 1r               | -                |                  | -                | -                |                 |                 |                 | -               |                 |                 |                 |
| 1957-58          | 1r               | 1r               | -                | -                |                  |                  | 1r               | -                |                  | -                | -                |                 |                 |                 | -               |                 |                 |                 |
| 1956-57          | 1r               | -                | -                | -                |                  |                  | 1r               | -                |                  | -                | -                |                 |                 |                 | -               |                 |                 |                 |
| 1955-56          | 1r               | -                | -                | -                | -                | -                | 1r               | -                |                  | -                | -                |                 |                 |                 | -               |                 |                 |                 |

### Llegenda
- Lliga: Lliga Asobal o Divisió d'Honor
- CR: Copa del Rei o Copa del Generalísimo
- CA: Copa Asobal
- SC: Supercopa Asobal
- 1aEst: Lliga de Primera Estatal Sènior Masculina
- C.E.Jr: antic Campionat d'Espanya Júnior Masculí
- C.E.Juv: Campionat d'Espanya Juvenil Masculí
- C.E.Cad: Campionat d'Espanya Cadet Masculí
- C.E.Inf: Campionat d'Espanya Infantil Masculí
- DHF: Divisió d'Honor Femenina
- DH Plata: Divisió d'Honor Plata Femenina
- L.Cat.: Lliga de Lliga Catalana Sènior Femenina
- 1aCat: Lliga de Primera Catalana Sènior Femenina
- CRa: Copa de la Reina

- [-]: no es disputa aquesta competició
- NC: no classificat per aquesta competició (categories de base)
- SCT: eliminat a la primera fase o fase sector (categories de base)
- ASC: ascens de categoria
- Elim: fase d'eliminatòries per l'ascens

### Observacions
- La Primera Divisió Nacional d'handbol espanyola es va iniciar la temporada 1951-52, temporada en la qual va quedar campió el BM Granollers, així com en quatre edicions consecutives (1956, 1957, 1958 i 1959). Es tractava d'una competició formada pels equips guanyadors de les lligues provincials corresponents.
- La Copa Europa s'organitza per primera vegada la temporada 1956-57, i té com a representant espanyol un combinat de jugadors de la província de Barcelona . A l'edició següent , el representant va ser el BM Granollers.
- La Lliga de Divisió d'Honor es va crear la temporada 1958-59. Per això, la Primera Divisió Nacional es converteix aleshores en la categoria de plata de l'handbol espanyol.
- La temporada 1961-62 no es va disputar la Lliga de Divisió d'Honor, ja que es va tornar a jugar un torneig entre campions regionals, la fase final del qual consistia en una lligueta en què el BM Granollers va acabar segon.
- La temporada 1962-63 tampoc es va disputar la Lliga de Divisió d'Honor, ja que es va tornar a jugar un torneig entre campions regionals, dividits en dos grups, els vencedors dels quals es van enfrontar en una final a partit únic. El BM Granollers va perdre la final contra el Atlético de Madrid, disputada a Madrid, per 19 a 12.
- La temporada 1963-64 es va reprendre la Lliga de Divisió d'Honor, però el BM Granollers va renunciar a la seva plaça per motius econòmics.
- La temporada 1964-65 el BM Granollers va guanyar el campionat de Primera Divisió Nacional, cosa que li va permetre tornar a la màxima categoria estatal.
- La temporada 1975-76 es va crear la Recopa d'Europa d'handbol, segona competició europea per importància. Jugaven aquesta competició els equips més ben classificats als campionats nacionals, després dels campions. El BM Granollers la va jugar com a tercer classificat en la lliga de la temporada anterior, i se'n va proclamar campió en vèncer a la final el poderós Grün-Weiß Dankersen alemany. Aquesta Recopa va representar el primer títol europeu de l'handbol espanyol.
- La temporada 1982-83 l'equip filial del BM Granollers va quedar campió de les fases d'ascens a la Lliga de Divisió d'Honor, però la Federació Espanyola d'Handbol va impedir la participació en aquesta competició la temporada següent per motius aliens a l'àmbit esportiu. Ja hi havia precedents d'aquest cas i legalment el BM Granollers Sporting podia disputar aquesta competició.
- A partir de la temporada 1990-91, l'ASOBAL s'encarrega d'organitzar la Lliga de Divisió d'Honor, cosa per la qual passa a anomenar-se Lliga Asobal.
- La temporada 1994-95 es va crear la Divisió d'Honor B, nova categoria de plata de l'handbol espanyol, que va esdevenir l'esglaó intermedi entre la Primera Divisió Nacional i la Lliga Asobal.
- El filial del BM Granollers va tornar a la Primera Divisió Nacional la temporada 2001-02 i, des d'aleshores, se n'ha proclamat campió diverses vegades, tot i que el club sempre ha decidit vendre la plaça d'ascens aconseguida a causa de les despeses que suposaria mantenir dos equips a les màximes categories de l'handbol espanyol.

- El primer equip femení del BM Granollers va assolir l'ascens a la Divisió d'Honor Plata la temporada 2011-12 per primera vegada a la història. Durant la temporada següent, va proclamar-se campió d'Espanya i va assolir l'ascens a la Divisió d'Honor Femenina.
- El filial femení va aconseguir l'ascens a la Divisió d'Honor Plata la temporada 2014-15, per la qual cosa la temporada 2015-16, els dos primers equips femenins del club disputen les dues màximes categories de l'handbol espanyol.

- Durant 11 temporades (1991-92 a 2001-02) es va disputar el Campionat d'Espanya Júnior, per a equips amb jugador d'entre 18 i 21 anys. El BM Granollers va guanyar el torneig dues vegades: temporades 1993-94 i 1994-95.

- La temporada 2005-06 el juvenil Sporting, equipo juvenil amb jugadors de primer any, va aconseguir la vuiten posició al Campionat d'Espanya, por davant del Juvenil A, amb jugadors que tenien un any més.

## Historial a l'handbol a 11
Historial de les temporades jugades:
| Temp.   | Camp. Catalunya | Camp. Espanya | T. President |
| ------- | --------------- | ------------- | ------------ |
| 1944-45 | 3r              |               | -            |
| 1945-46 | 6è              |               | 1/8 Final    |
| 1946-47 | 8è              |               | 1/8 Final    |
| 1947-48 | 4t              | 1/4 Final     | 1/8 Final    |
| 1948-49 | 4t              |               | 1/4 Final    |
| 1949-50 | 7è              |               | -            |
| 1950-51 | 6è              |               | -            |
| 1951-52 | 4t              |               | 1/2 Final    |
| 1952-53 | 4t              |               | -            |
| 1953-54 | 2n              |               | 1/8 Final    |
| 1954-55 | 3r              |               | -            |
| 1955-56 | 1r              | Campió        | -            |
| 1956-57 | 2n              |               | -            |
| 1957-58 |                 |               | -            |
| 1958-59 | 1r              | Campió        | -            |

- L'1 de febrer de 1959, al Camp de Les Corts de Barcelona, es va jugar l'últim partit d'handbol amb onze jugadors, entre el BM Granollers i el CD Sabadell, a la final del Campionat d'Espanya, en la qual es va imposar l'equip del Vallès Oriental.

L'equip del BM Granollers estava format per: Martí Font, Hugo Günther, Antoni Casajuana, José Antonio Cabrera Sánchez, Francesc Pregona, Vicens Vacca, Josep Fontdevila, Joan Barbany, Majoral, Comas, Garriga, Oliva i Oliveres.